# Die Pute von Panem – The Starving Games
Die Pute von Panem – The Starving Games (Originaltitel: The Starving Games) ist eine US-amerikanische Filmparodie auf den US-Film Die Tribute von Panem – The Hunger Games. Der Film aus dem Jahr 2013 wurde am 9. Januar 2014 in Deutschland veröffentlicht.

## Handlung
In einer undefinierten Zukunft finden zur Bespaßung der Oberschicht die alljährlichen „Verhungerspiele“ statt, bei der Bewohner der verschiedenen Distrikte in einem Überlebenskampf auf Leben und Tod gegeneinander antreten müssen. Nachdem die junge Petunia für den Distrikt 12 ausgewählt wurde, meldet sich deren Schwester Kantmiss Evershot freiwillig, um sie zu verschonen. Ihr zur Seite gesellt sich Peter, der in sie verknallt ist. Kantmiss schlägt sich tapfer durch verschiedene Gefahren, die das im Fernsehen übertragene Spektakel bereithält. Sie kann es sogar mit fünf Gegnern gleichzeitig aufnehmen, indem sie deren Schwachstellen ausnutzt. Sie und Peter kommen sich in einer Höhle näher und malen sich das Ende als Gewinner-Paar gemeinsam aus. Schließlich steht sie einer Gruppe von Hollywood-Haudegen gegenüber, die aber allesamt von hinten von dem eifersüchtigen Dale erschossen werden. Nun nimmt Marco Peter als Geisel, doch Kantmiss erledigt ihn gezielt mit einem Baguette, welches in sein Auge geschossen wird. Als es eine Regeländerung gibt, nachdem es nur einen Gewinner geben kann, erledigt sie Peter mit einem Pfeilschuss. Zum Schluss erscheinen The Avengers, die sie in ihr Team einladen wollen, doch jene explodieren beim Betreten des verminten Geländes.

## Parodien
Neben Die Tribute von Panem werden Psy, Taylor Swift, Lady Gaga, Nicki Minaj, LMFAO, The Expendables 2, Marvel’s The Avengers, Harry Potter, Avatar – Aufbruch nach Pandora, Der Hobbit – Eine unerwartete Reise, Downton Abbey, Sherlock Holmes und Two and a Half Men parodiert.

## Synchronisation
Die deutsche Synchronisation führte die Firma Scalamedia GmbH, München. Das Dialogbuch schrieb Matthias Lange und Dialogregie führte Alexander Brem.
| Schauspieler   | Synchronsprecher  | Rolle             |
| -------------- | ----------------- | ----------------- |
| Maiara Walsh   | Marieke Oeffinger | Kantmiss Evershot |
| Cody Christian | Tim Schwarzmaier  | Peter Malarky     |
| Lauren Bowles  | Carin C. Tietze   | Effoff            |
| Chris Marroy   | Patrick Schröder  | Stanley Caeserman |

## Kritiken
Die Kritiken fielen äußerst negativ aus. Filmstarts resümierte: „Die Pute von Panem übertrifft unsere schlimmsten Befürchtungen zwar nicht, erfüllt sie aber voll!“ Bei Moviemaze heißt es: „Die Knallchargen, die uns alle paar Jahre mit unterirdischen Parodien foltern, sind wieder da.“ Die Neue Osnabrücker Zeitung titelte „Verhungernde Filmparodie – Das Beste am Film ,Die Pute von Panem‘ ist der Titel“. Der Filmdienst schrieb: „Ein miserabler, vollkommen witzloser Versuch einer Persiflage auf das erfolgreiche ,Hunger Games‘-Franchise […] Dem Film gelingt es zu keiner Zeit, dessen parodistisches Potenzial auch nur anzutasten. Stattdessen folgt er sklavisch der Handlung des Vorbilds und erschöpft sich in einer Serie sinnfreier Anspielungen und müden Witzen unterhalb der Gürtellinie.“
Auf Metacritic bekam Die Pute von Panem in der Regel null Punkte, bei Rotten Tomatoes findet sich für den Streifen keine einzige positive Kritik. Hollywood.com bezeichnet den Film als „Parodie von Die Tribute von Panem, die kein Mensch braucht“ („'The Hunger Games’ Parody That No One Asked For“).